# Prin Vrancea
Prin Vrancea este un film românesc din 1969 regizat de Sergiu Huzum.